# 阿卜杜勒·拉赫曼 (安达卢西亚)
阿卜杜勒·拉赫曼（全名为：阿布·赛义德·阿卜杜勒·拉赫曼·伊本·阿卜杜拉，？—732年）阿拉伯军人，安达卢西亚埃米尔（西班牙被征服地区的总督，731年—732年在位）。
在阿卜杜勒·拉赫曼的时代，伊斯兰教军队征服了伊比利亚半岛的绝大部分，而且先头部队已进入法国。阿卜杜勒·拉赫曼大约在721年被任命为法国南部占领区的总督。732年，他认为法兰克人在西欧势力的增长是对安达卢西亚埃米尔国的威胁，遂率领一支军队翻越比利牛斯山进入法兰克王国。后来一些历史学家认为，这支军队是临时拼凑起来的乌合之众，甚至军中还带有女眷。阿卜杜勒·拉赫曼与法兰克王国宫相查理·马特（“铁锤查理”）率领的装备落后的法兰克人相遇。双方在图尔附近发生了激战（第一次普瓦捷战役）。关于实际的战况，缺乏详细的记载；不过阿卜杜勒·拉赫曼在战斗中阵亡了。穆斯林军队在领袖死去后撤回了西班牙。
很多西方学者认为，查理·马特在第一次普瓦捷战役中的胜利挽救了整个欧洲文明。查理·马特对阿拉伯人的骑兵印象深刻，遂开始在近乎原始的法兰克军队中设置骑兵。